# مصرف الشمال للتمويل والاستثمار
 مصرف الشمال للتمويل والاستثمار مصرف عراقي خاص أُسس عام 2004،  يبلغ رأس المال للمصرف 300 مليار دينار.